# Zdenko Morovic
Zdenko Morovic Belfrain (Fiume, 31 agosto 1966 – Caracas, 12 febbraio 2024) è stato un calciatore venezuelano, di ruolo difensore.

## Biografia
Fratello di Vladimir Morovic, anch'egli calciatore e suo compagno di squadra al Deportivo Italia, dopo il ritiro dall'attività calcistica aprì un ristorante insieme al fratello.
Morì a Caracas il febbraio 2024 all'età di 57 anni.

## Caratteristiche tecniche
Fu un difensore centrale.

## Carriera

### Club
Iniziò a giocare negli anni 1980 con il Deportivo Italia. Disputò la stagione 1990 - 1991 al Marítimo, partecipando alla Coppa Libertadores 1991. Nel 1992 vinse il campionato con il Caracas. Nel 1996 entrò nella rosa dell'Italchacao.

### Nazionale
Giocò 5 partite tra il 1987 e il 1989. Convocato per la Copa América 1987, giocò solo contro il Brasile il 28 giugno, segnando un autogol. Nel 1989 prese parte alle qualificazioni al campionato del mondo 1990, giocando due incontri.

## Palmarès

### Club

#### Competizioni nazionali
- Campionato venezuelano: 1

Caracas: 1991-1992